# Farnham (Nueva York)
Farnham es una villa ubicada en el condado de Erie en el estado estadounidense de Nueva York. En el censo del año 2010 tenía una población de 382 habitantes y una densidad poblacional de 118,7 habitantes por km².

## Geografía
Farnham se encuentra ubicada en las coordenadas 42°35′30″N 79°5′7″O / 42.59167, -79.08528.

## Demografía
Según la Oficina del Censo en 2000 los ingresos medios por hogar en la localidad eran de $35 000, y los ingresos medios por familia eran $37 000. Los hombres tenían unos ingresos medios de $31 000 frente a los $25 208 para las mujeres. La renta per cápita para la localidad era de $14 386. Alrededor del 7,7% de la población estaban por debajo del umbral de pobreza.